# Samson & Sally
Samson & Sally (Originaltitel Samson og Sally) ist ein dänisch-schwedischer Zeichentrickfilm aus dem Jahr 1984. Bei diesem Kinderfilm handelt es sich um das Abenteuer eines kleinen schneeweißen Wals und die Gefahren von Umweltverschmutzungen. In Dänemark wurde Samson & Sally am 12. Oktober 1984 uraufgeführt und kam 21. August 1986	in die bundesdeutschen Kinos.

## Handlung
Der kleine Wal Samson lebt mit seiner Mutter in den Weiten des Ozeans. Seine Freundin Sally, die ihre Eltern durch Walfänger verloren hat, wird liebevoll in die Familie aufgenommen. Als sich Samson eines Tages beim Spielen in Gefahr begibt, stirbt seine Mutter beim Versuch ihn zu retten. Durch Umweltverschmutzungen wie Ölteppiche und vergiftetes Wasser kommen immer mehr Wale ums Leben. Samson möchte sich das nicht länger mit anschauen und beschließt loszuziehen, um Moby Dick zu finden. Er ist überzeugt davon, dass nur Moby Dick etwas gegen die gefährlichen Verschmutzungen und das Walsterben ausrichten kann. Nach einer abenteuerlichen Reise findet Samson ihn endlich in einer versunkenen Stadt. Moby Dick ist schon sehr in die Jahre gekommen und kann sich kaum noch bewegen. Da er in seinem Alter nichts mehr tun kann, gibt er Samson einen Tipp: "Wartet nicht auf Hilfe anderer, werdet selber aktiv und rettet alles aus eigener Kraft!".

## Kritiken
Allgemein bekam dieser Zeichentrick stets positive Beurteilungen.
Zum Beispiel meint das Lexikon des Internationalen Films dazu: „Zeichentrickfilm, der Kindern anschaulich macht, was Umweltverschmutzung bedeutet, ohne dabei den Zeigefinger zu heben.“

## Synchronsprecher
Sprecher der Originalfassung:
| Samson         | Jesper Klein      |
| Sally          | Helle Hertz       |
| Möwe           | Per Pallesen      |
| Schildkröte    | Berthe Qvistgaard |
| Delfin         | Kirsten Peüliche  |
| Bartenwal      | Claus Ryskjær     |
| Samsons Mutter | Bodil Udsen       |
| Samsons Vater  | Poul Thomsen      |
| Captain        | Ole Ernst         |
| Moby Dick      | Preben Neergaard  |